# 김천 청암사 수도암 석조보살좌상
김천 청암사 수도암 석조보살좌상(金泉 靑巖寺 修道庵 石造菩薩坐像)은 대한민국 경상북도 김천시 청암사 약광전에 모셔져 있는 높이 1.54m의 고려시대의 불상이다.
1963년 1월 21일 대한민국의 보물 제296호 청암사수도암약광전석불좌상(靑巖寺修道庵藥光殿石佛坐像)으로 지정되었다가, 2010년 8월 25일 현재의 명칭으로 변경되었다.

## 개요
청암사 수도암 약광전에 모셔져 있는 높이 1.54m의 고려시대 석불좌상이다.
머리에 원통형의 관(冠)을 쓰고 있어서 보살상처럼 보이지만, 광배와 대좌가 있고 신체 각 부분의 표현으로 보아 여래상을 표현한 것으로 보인다. 얼굴은 단아한 모습인데 마모가 심해 세부수법을 자세하게 확인하기 어렵다. 양 어깨에 걸쳐져 있는 옷의 주름은 도식적이고, 손모양은 두 손을 무릎 위에 나란히 모아 보주(寶珠)를 들고 있는 모습이다.
부처의 몸에서 나오는 빛을 형상화한 광배(光背)에는 연꽃무늬·덩쿨무늬·불꽃무늬가 새겨져 있다. 불상이 앉아있는 대좌(臺座)는 4각형으로 윗부분에는 연꽃이 활짝 핀 모양을, 아랫부분에는 연꽃을 엎어 놓은 모양을 조각하였다.
도식적으로 처리된 옷주름, 형식적인 광배와 대좌의 표현으로 보아 고려 초기에 만들어진 작품으로 생각된다.

## 같이 보기
- 청암사

## 참고 문헌
- 김천 청암사 수도암 석조보살좌상 - 국가유산청 국가유산포털
- 한국저작권위원회 공유마당에 있는 보살상 사진[깨진 링크(과거 내용 찾기)]